# Mycalesis igilia
Mycalesis igilia är en fjärilsart som beskrevs av Hans Fruhstorfer 1911. Mycalesis igilia ingår i släktet Mycalesis och familjen praktfjärilar. Inga underarter finns listade i Catalogue of Life.